# Радіоолімпіада
Радіоолімпіада — це предметна Олімпіада Всеукраїнського рівня, яку щорічно організовує факультет радіофізики, біомедичної електроніки та комп'ютерних систем Харківського національного університету імені В. Н. Каразіна   для школярів 7-11 класів, учнів спеціалізованих навчальних закладів, коледжів, професійних училищ, тощо. Мета Олімпіади: заохотити молодь до вивчення точних наук, зокрема, фізики та математики. В межах заходу проводиться знайомство з американським Інститутом інженерів у галузі електротехніки, радіоелектроніки та радіоелектронної промисловості.

### Емблема Радіоолімпіади

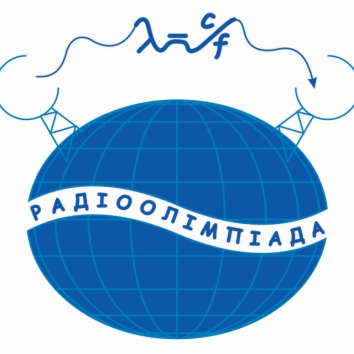

Емблема Радіоолімпіади являє собою Земну кулю, на якій розташовано дві антени. Між антенами поширюється електромагнітна хвиля у формі грецької літери "лямбда", якою в фізиці позначається довжина хвилі. Символічно хвиля показана у вигляді відомої формули, яка відображає залежність довжини хвилі від частоти.

### Умови участі
Олімпіада проходить у два етапи: заочний Інтернет-етап та очний . На першому етапі, який проходить у грудні-січні учасники розв'язують задачі та надсилають розв'язання на адресу Оргкомітету Олімпіади. Після цього найкращі учасники заочного туру запрошуються до наступного етапу (очного туру). На другому етапі (у лютому місяці) учням пропонується розв'язати задачі із радіофізичної тематики. Очний тур проводиться безпосередньо у Харківскому національному університеті імені В.Н. Каразіна на базі факультету РБЕКС. Традиційно олімпіада проводиться наступним чином. Спочатку учні реєструются та розв'язують задачі, далі після обіду відбувається знайомство школярів з діяльністю факультету РБЕКС та Міжнародною організацією IEEE. В кінці дня проводиться церемонія нагородження учасників та переможців Радіоолімпіади. Участь в Олімпіаді є безкоштовною.

### Історія проведення Олімпіади
Захід вперше було проведено на базі факультету РБЕКС 23 лютого 2018 року. З тих пір Олімпіада користується дедалі більшим попитом серед молоді. У проведенні заходу брали участь школярі та учні професійних училищ, ліцеїв, гімназій, колегіумів, приватних закладів обласного підпорядкування. З 2019 року географія участі охоплює не лише м. Харків та Харківську область, а й м. Київ, Донецьку, Київську, Луганську, Миколаївську, Одеську, Полтавську, Сумську, Тернопільську, Хмельницьку області. Зокрема, декілька учнів однієї з миколаївських шкіл стали переможцями Радіоолімпіади 2019 , п'ятеро учнів Красноградського ЗЗСО №1 стали призерами тієї ж Олімпіади , а учні ХГ №14 навіть вибороли цінні подарунки .

### Призовий фонд Олімпіади
Призовий фонд Радіоолімпіади формується з бюджету Харківського національного університету імені В. Н. Каразіна та коштів головного спонсора - співорганізатора Олімпіади - Української секції Інститутом інженерів IEEE . За всю історію проведення заходу учасники вигравали PowerBank, смартфони, 3D-ручки, флешки від американської асоціації інженерів, сертифікати на безкоштовні підводні фотосесії. У 2020 році планується збільшення призового фонду на 15%.